# Benedetto Alfieri
Pour les articles homonymes, voir Alfieri.

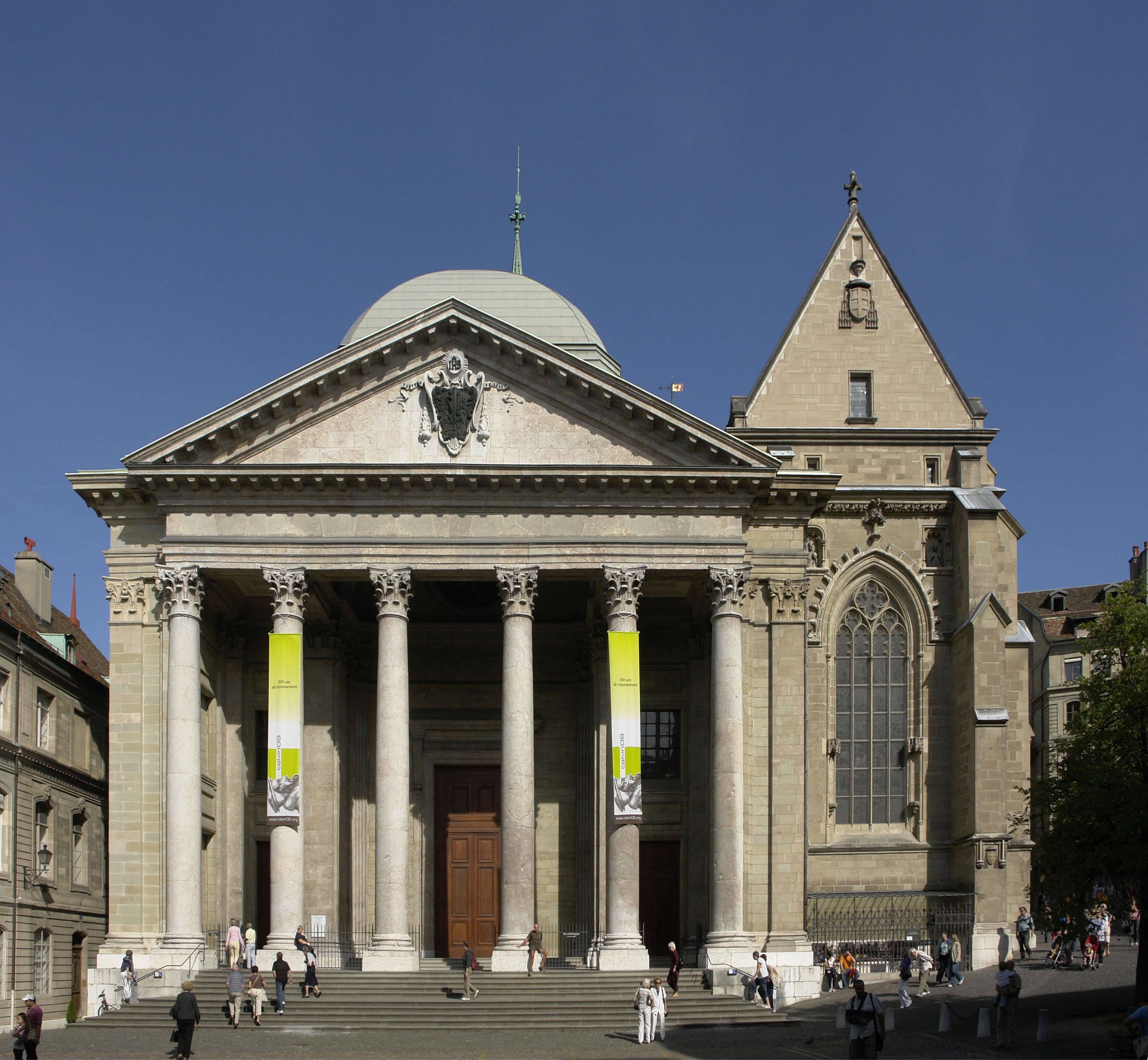
Façade de la Cathédrale Saint-Pierre de Genève

Benedetto Innocenzo Alfieri, né le 8 juin 1699 à Rome et mort le 9 décembre 1767 à Turin, est un architecte italien, représentant du style rococo.

## Biographie
Né à Rome, il est le filleul du pape Innocent XII et membre de la famille Alfieri, d'origine piémontaise (le célèbre dramaturge Vittorio Alfieri est son neveu). À Rome, Benedetto est éduqué par les Jésuites. Il va ensuite dans le Piémont (vivant à Turin et à Asti) pour pratiquer à la fois en tant qu'avocat et en tant qu'architecte. Il est soutenu par Charles-Emmanuel III de Sardaigne, qui lui commande la conception du Teatro Regio de Turin. Ce théâtre (probablement son chef-d’œuvre[réf. nécessaire]) est détruit par un incendie en 1936.
Il a aussi terminé le clocher de l'église de Sant'Anna à Asti et le Palazzo Ghilini (it) à Alexandrie. Il a aidé à terminer la façade de la cathédrale de Verceil (1757-1763). Il a participé à la décoration de l'intérieur de la basilique du Corpus Domini à Turin ainsi qu'à la décoration du Palazzo Chiablese (en), adjacent au Palais royal de Turin. Il a aussi contribué à agrandir le Pavillon de chasse de Stupinigi. Il a conçu le clocher de la basilique San Gaudenzio de Novare. Il a aussi terminé la façade de la cathédrale Saint-Pierre à Genève. 
Le roi le fit comte de Sostegno. Durant sa longue carrière, il a collaboré avec de nombreux artistes parmi lesquels Luigi Acquisti (en), Giovanni Battista Borra et Emilio Usiglio. Il meurt à Turin.

## Galerie

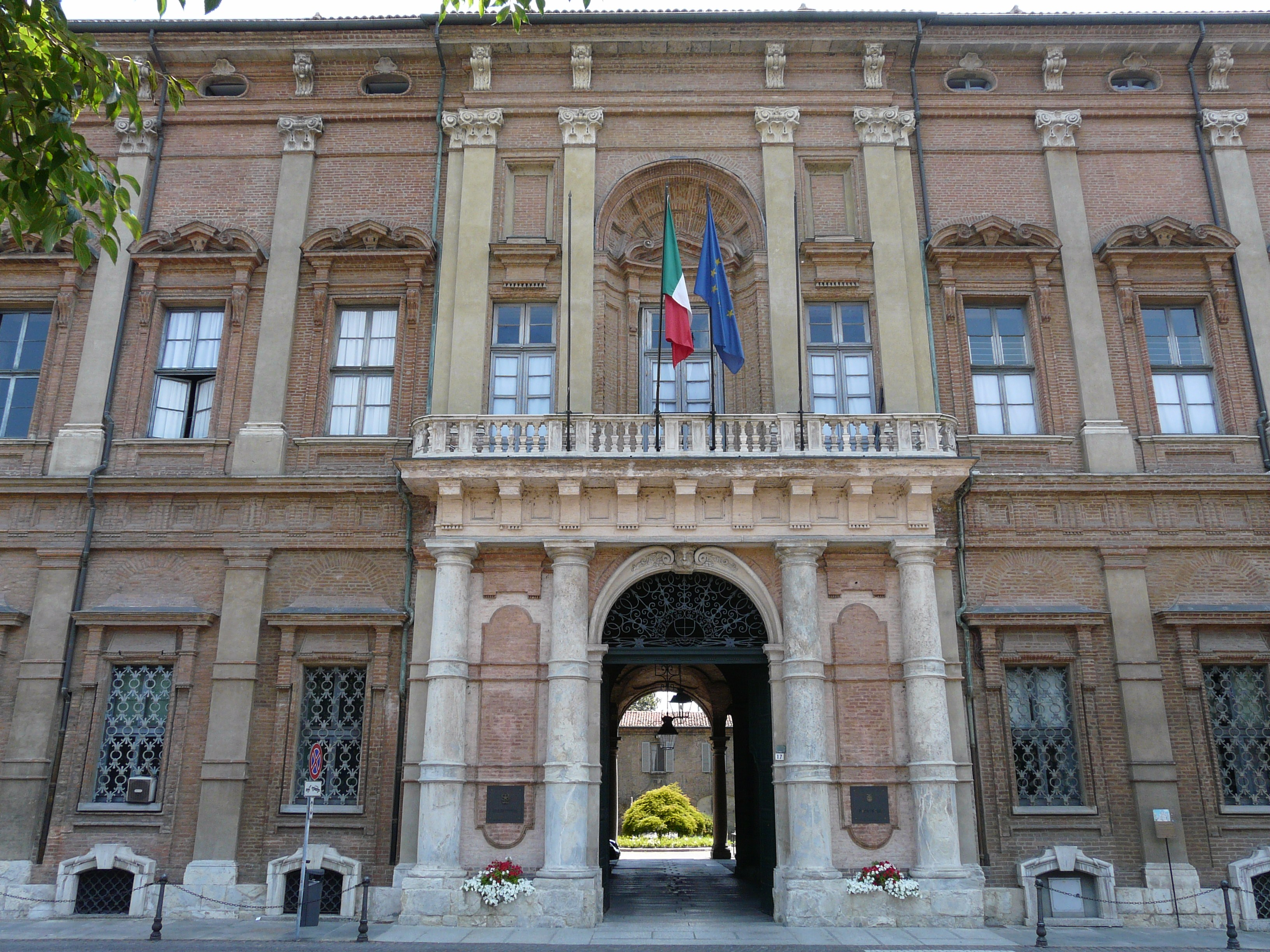
Palazzo Ghilini à Alexandrie, façade
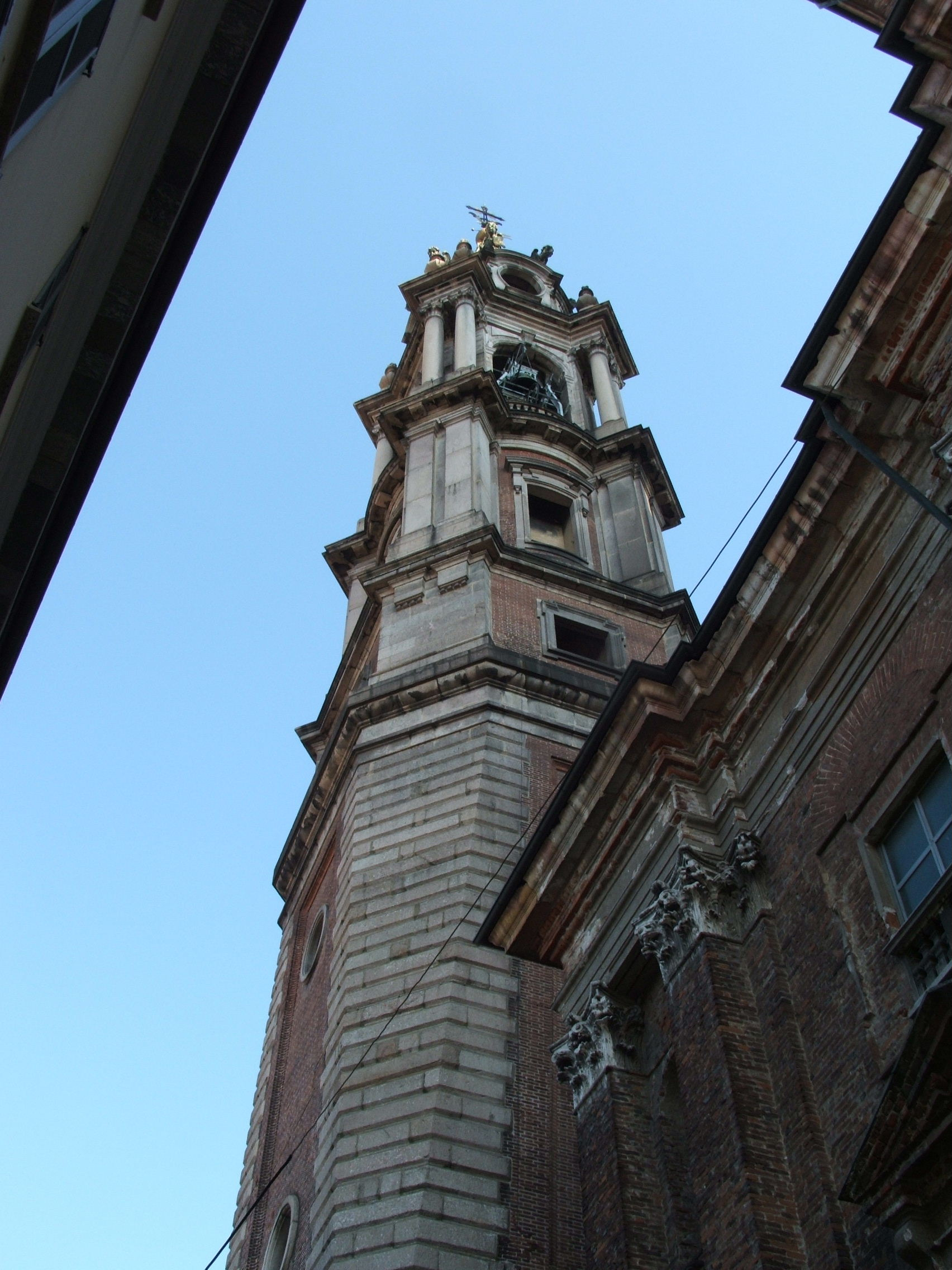
Clocher de Novare
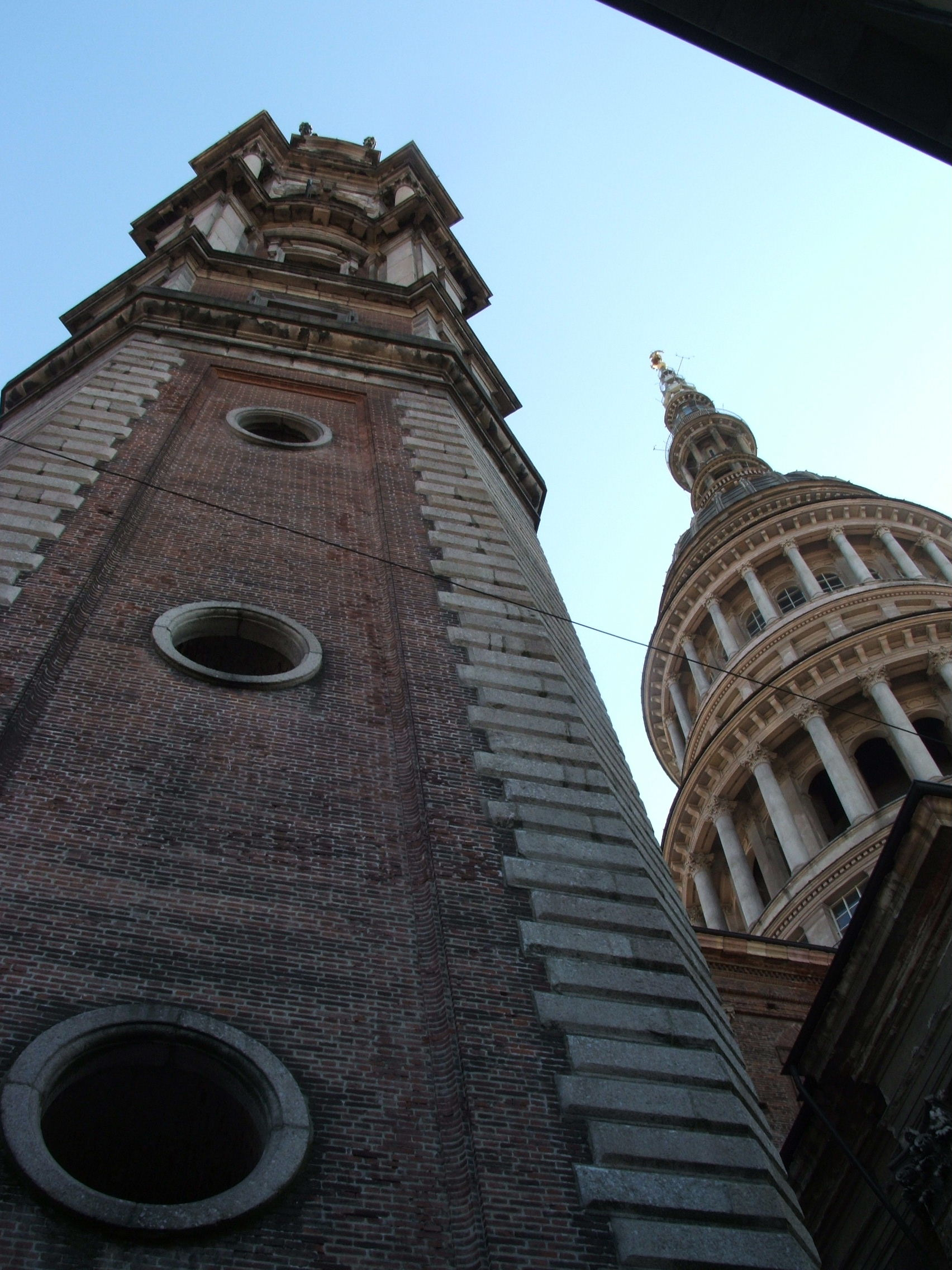
Clocher de Novare
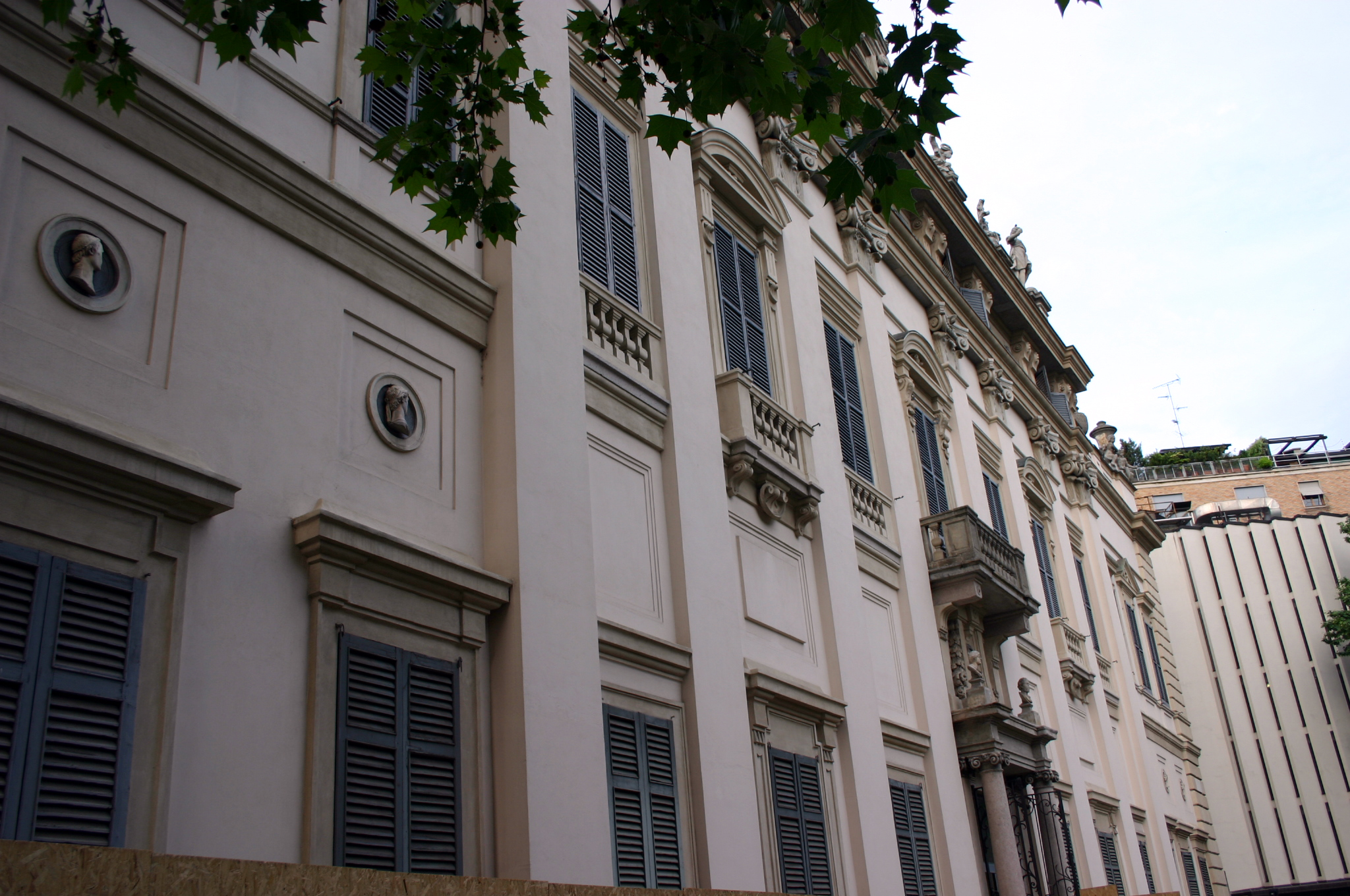
Palazzo Sormani (en) à Milan
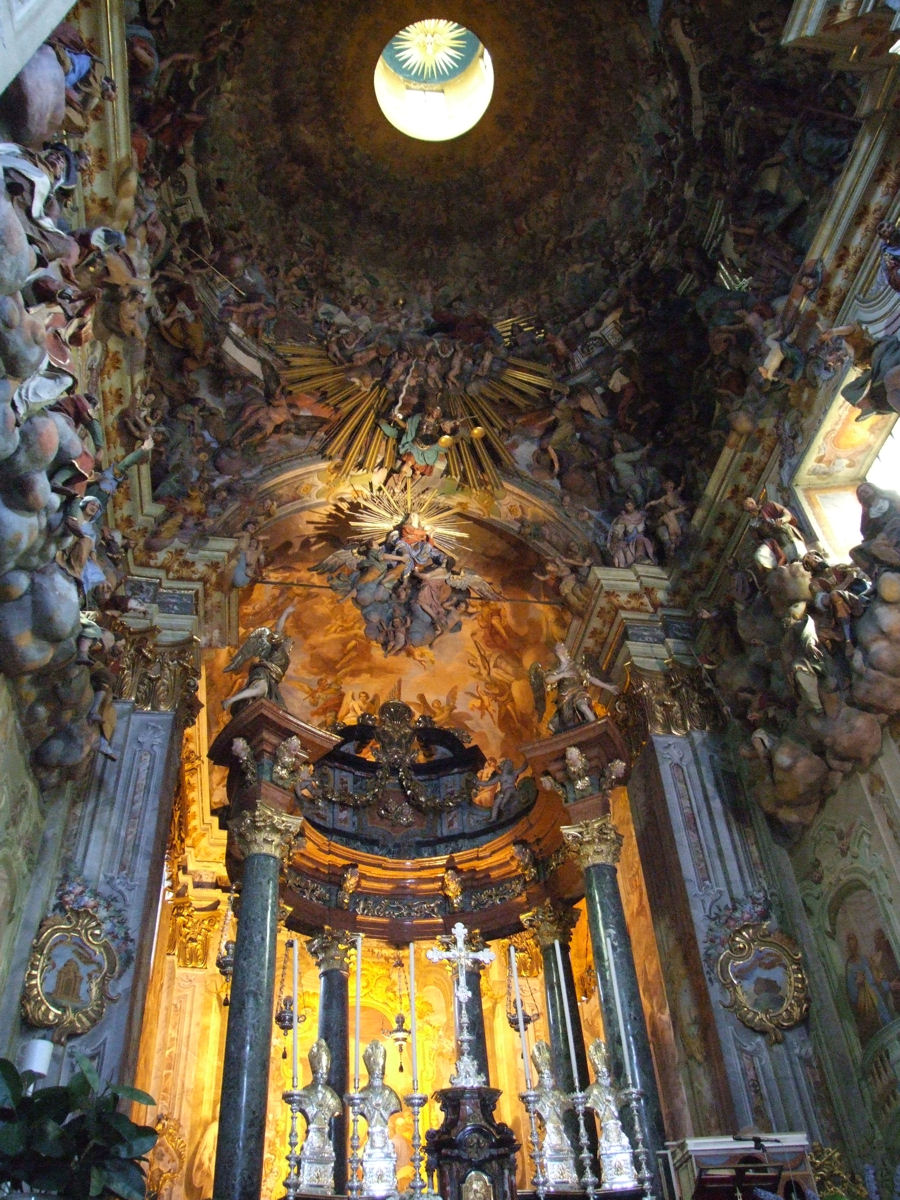
Autel principal au Sacro Monte di Varallo
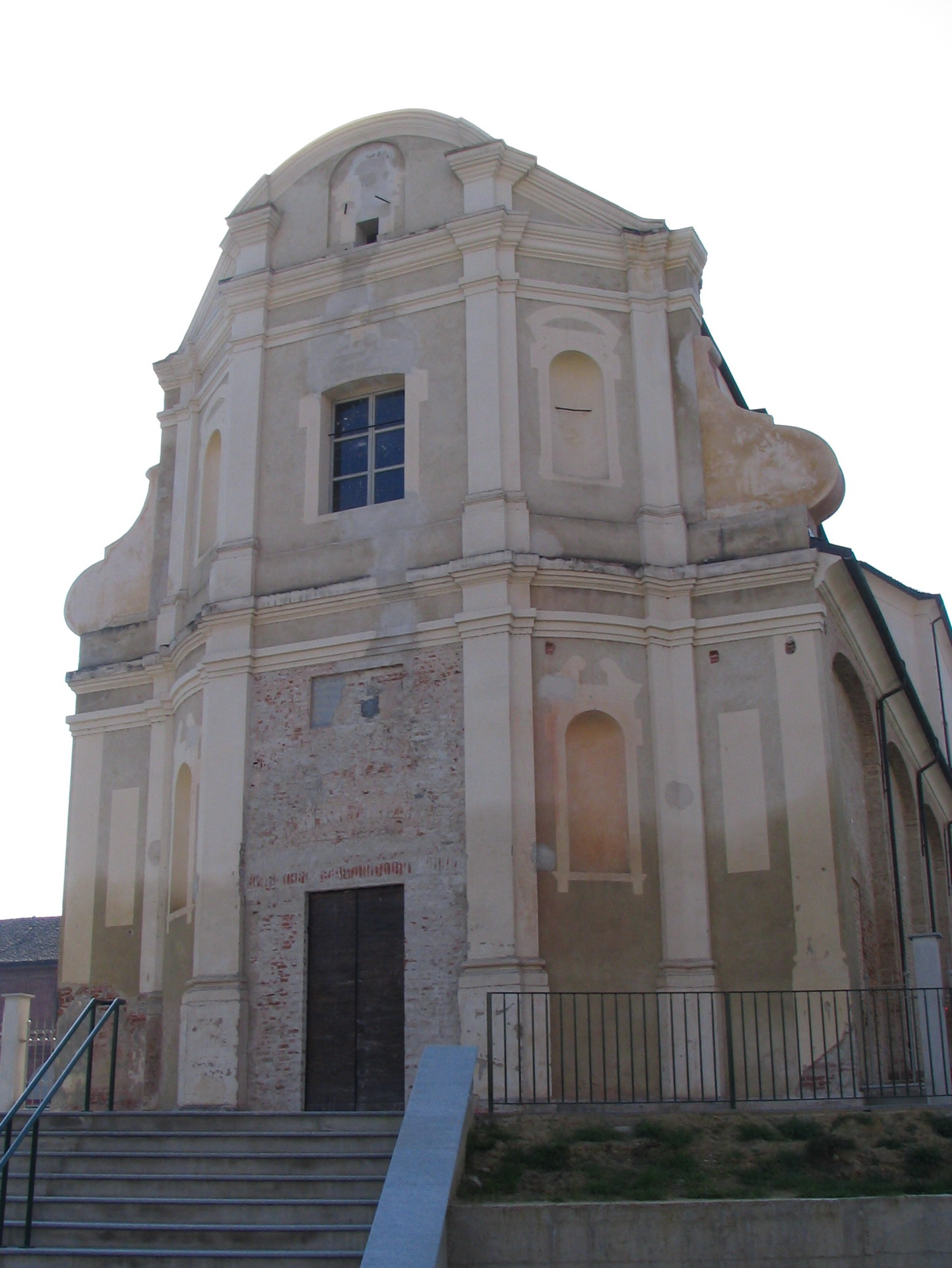
Santa Anna à Asti
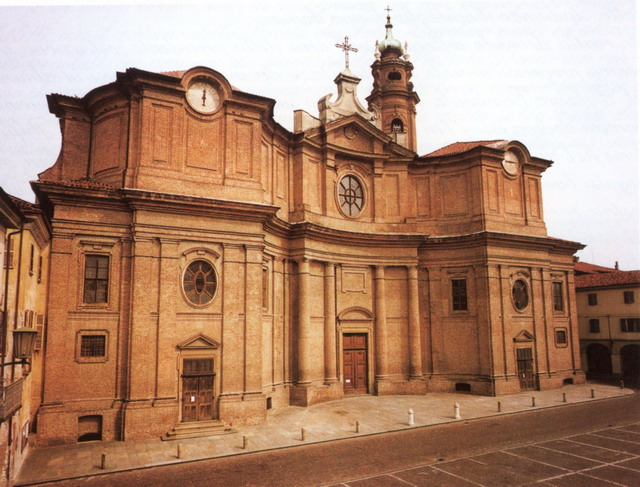
Cathédrale de Carignano (1756-1766)
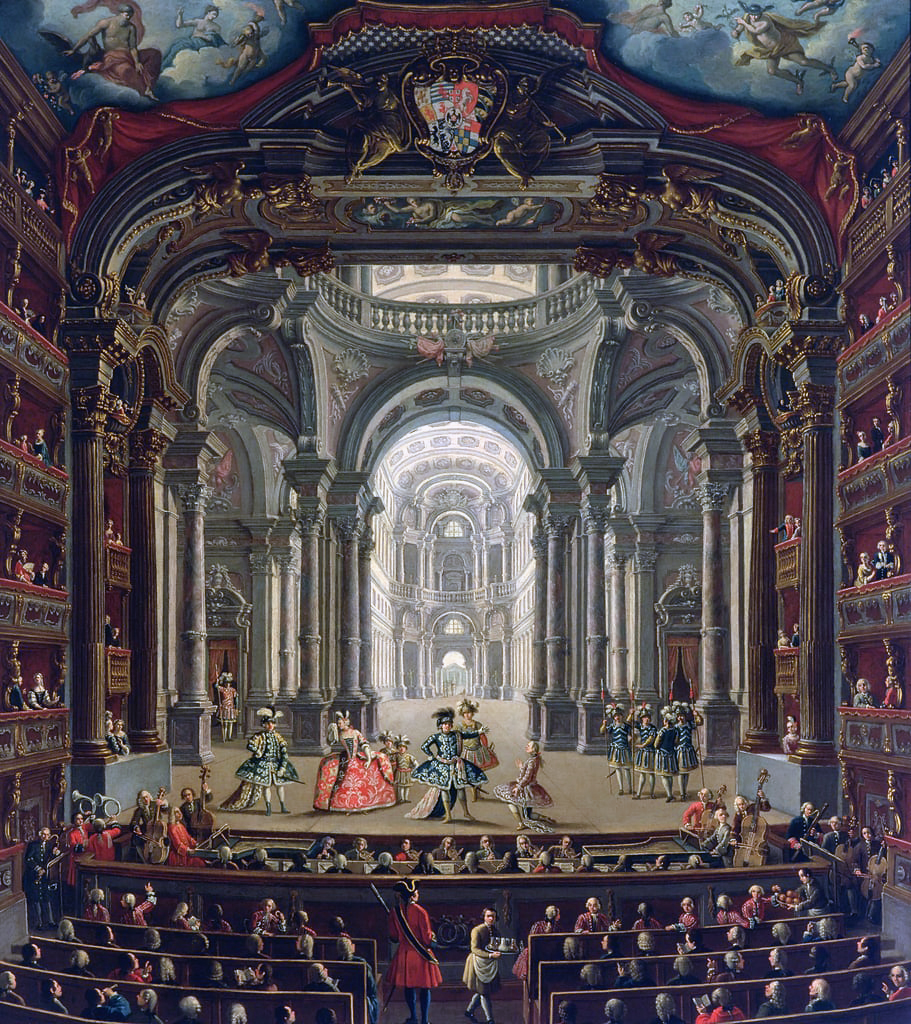
Intérieur du Teatro Regio, peint par Pietro Domenico Olivero